# Jeungpyeong
Jeungpyeong (Jeungpyeong-gun) es un condado en la provincia de Chungcheong del Norte en Corea del Sur.
El condado se formó en 2003, y consiste de un pueblo (Jeungpyeong-eup) y un distrito rural (Doan-myeon).